# Peace (cântec de Depeche Mode)
Peace este o piesă a formației britanice Depeche Mode. Piesa a apărut pe albumul Sounds of the Universe, în 2009.

## Musicains
1. David Gahan - lead vocals

2. Andrew Fletcher - keyboard, voce de fundal

3. Martin Gore - voce de fundal, keyboard, chitară bas

4. Peter Gordeno - keyboard, voce de fundal

5. Christian Eigner - drums, voce de fundal